# Калантаївська сільська рада
Каланта́ївська сільська́ ра́да (у минулому — Кіровська, Ново-Дмитрівська сільська Рада) — колишня адміністративно-територіальна одиниця та орган місцевого самоврядування в Роздільнянському районі (поділ 1930-2020) Одеської області. Адміністративний центр — село Калантаївка. 
Код населеного пункту за Кодифікатором адміністративно-територіальних одиниць та територій територіальних громад (КАТОТТГ): UA51140130200071050
Дата ліквідації АТО — 17 липня 2020 року.

## Загальні відомості
- Територія ради: 66,463 км² (4825,5 га);
- Площа населених пунктів: 555,5 га;
- Населення ради: 1 284 особи (станом на 2001 рік)

## Історія
Населення Ново-Дмитрівської сільради Тарасо-Шевченківського району Одеської округи Одеської губернії на початку 1924 року становило 1554 особи.
Станом на 1 вересня 1946 року до складу Ново-Дмитрівської сільської ради входили: с. Велика Карпівка, с. Калантаївка, с. Ново-Дмитрівка Перша, с. Ново-Дмитрівка Друга, х. Кірова, х. Кузьменка.
9 червня 1958 р. рішенням виконкому Одеської обласної ради депутатів трудящих села Ново-Дмитрівка Перша, Ново-Дмитрівка Друга Будьоннівської сільради, та села Андрієво-Іванове, Бринівка, Карпове, Олександрівка та Янкулишине Єреміївської сільради передані в підпорядкування Кіровській сільській раді.
На 1 травня 1967 року до складу Кіровської сільської ради входили: с. Кірове, с. Андрієво-Іванове, с. Бринівка, с. Буцинівка, с. Велика Карпівка, с. Калантаївка, с. Карпове, с. Кузьменка, с. Міліардівка, с-ще Новий Побут, с. Новодмитрівка Друга, с. Новодмитрівка Перша, с. Новокуртівка, с. Олександрівка. На території сільради було 2 колгоспи: імені Кірова (господарський центр — Андрієво-Іванове) та «Шляхом Леніна» (Буцинівка). Станом на 1 травня 1973 року господарський центр колгоспу ім. Кірова розташовувався в Калантаївці.
Виконавчий комітет Одеської обласної Ради народних депутатів рішенням від 15 грудня 1987 року у Роздільнянському районі утворив Буцинівську сільраду з центром в селі Буцинівка і сільській раді підпорядкував села Карпівка, Кузьменка, Міліардівка, Новодмитрівка Кіровської сільради.
18 жовтня 2019 року Кіровську сільраду рішенням Одеської обласної державної адміністрації було перейменовано в Калантаївську сільраду, а центр ради був перенесений з села Благодатне у село Калантаївка.
Відповідно до розпорядження КМУ № 623-р від 27 травня 2020 року «Про затвердження перспективного плану формування територій громад Одеської області» Калантаївська сільська рада як АТО разом ще з 9 сільрадами і 1 міською радою району ввійшла до складу спроможної Роздільнянської міської громади.
Сільрада як ОМС реорганізована з 10 грудня 2020 року шляхом приєднання до Роздільнянської міської ради.

## Населені пункти
Сільській раді були підпорядковані населені пункти:
- с. Калантаївка
- с. Андрієво-Іванове
- с. Благодатне
- с. Карпове
- с. Олександрівка

## Населення
Згідно з переписом УРСР 1989 року чисельність наявного населення села становила 1492 особи, з яких 683 чоловіки та 809 жінок.
За переписом населення України 2001 року в селі мешкала 1281 особа.
| Категорія                | 2015 | 2016 | 2017 | 2018 |
| ------------------------ | ---- | ---- | ---- | ---- |
| Всього осіб              | 1227 | 1234 | 1232 | 1227 |
| Дітей дошкільного віку   | 112  | 109  | 105  | 98   |
| Шкільного віку           | 150  | 149  | 148  | 154  |
| Громадян пенсійного віку | 324  | 339  | 328  | 315  |
| Працездатне населення    | 641  | 637  | 651  | 660  |
| Кількість працюючих      | 530  | 528  | 532  | 564  |

### Мова
Розподіл населення за рідною мовою за даними перепису 2001 року:
| Мова       | Відсоток |
| ---------- | -------- |
| українська | 86,68 %  |
| російська  | 8,33 %   |
| молдовська | 4,44 %   |
| болгарська | 0,23 %   |
| гагаузька  | 0,16 %   |
| білоруська | 0,08 %   |

## Склад ради
Рада складалася з 16 депутатів та голови.
- Голова ради:

### Керівний склад попередніх скликань
| Прізвище, ім'я, по батькові  | Основні відомості                                            | Дата обрання | Дата звільнення |
| ---------------------------- | ------------------------------------------------------------ | ------------ | --------------- |
| Косовська Валентина Іванівна | Сільський голова, 1954 року народження, член Народної партії | 26.03.2006   | 31.10.2010      |

Примітка: таблиця складена за даними сайту Верховної Ради України

### Депутати
За результатами місцевих виборів 2010 року депутатами ради стали:

#### За суб'єктами висування
| Суб'єкт висування | Кількість обраних депутатів | %    |
| ----------------- | --------------------------- | ---- |
| Партія регіонів   | 9                           | 56,3 |
| Народна партія    | 6                           | 37,5 |
| Самовисування     | 1                           | 6,3  |

#### За округами
| № округу        | Прізвище, ім'я, по батькові        | Дата визнання обраним | Освіта  | Партійна приналежність | Відомості про обраного депутата                         |
| --------------- | ---------------------------------- | --------------------- | ------- | ---------------------- | ------------------------------------------------------- |
| Народна Партія  |                                    |                       |         |                        |                                                         |
| 1               | Короленко Раїса Миколаївна         | 03.11.2010            | середня | позапартійна           | ЛВЧД-3, оператор пральних машин                         |
| 4               | Строцинський Володимир Віталійович | 03.11.2010            | середня | позапартійний          | «ІнфоксВодоканал» м. Одеса, водій                       |
| 5               | Фефілова Наталя Іванівна           | 03.11.2010            | вища    | позапартійна           | загальноосвітня школа І-III ст. с. Калантаївка, вчитель |
| 11              | Малицька Валентина Пантеліївна     | 03.11.2010            | вища    | позапартійна           | загальноосвітня школа І-III ст. с. Калантаївка, вчитель |
| 12              | Свищ Михайло Степанович            | 03.11.2010            | середня | позапартійний          | фірма «Мерседес-Юг» м. Одеса, автослюсар                |
| 14              | Бондаренко Валентина Сергіївна     | 03.11.2010            | вища    | позапартійна           | загальноосвітня школа І-III ст. с. Калантаївка, вчитель |
| Партія регіонів |                                    |                       |         |                        |                                                         |
| 2               | Зеляско Микола Іванович            | 03.11.2010            | середня | член Партії регіонів   | приватний підприємець                                   |
| 3               | Матвієнко Олена Євгенівна          | 03.11.2010            | середня | член Партії регіонів   | Кіровська сільська рада, секретар                       |
| 6               | Білоус Михайло Миколайович         | 03.11.2010            | середня | член Партії регіонів   | приватний підприємець                                   |
| 7               | Могилей Ольга Михайлівна           | 03.11.2010            | середня | член Партії регіонів   | сільська бібліотека, бібліотекар                        |
| 8               | Стефанець Інна Борисівна           | 03.11.2010            | середня | член Партії регіонів   | Кіровська сільська рада, секретар                       |
| 9               | Саприкін Петро Миколайович         | 03.11.2010            | середня | член Партії регіонів   | пенсіонер                                               |
| 10              | Гузовська Тетяна Сергіївна         | 03.11.2010            | середня | член Партії регіонів   | Кіровське поштове відділення, поштарка                  |
| 13              | Курабко Віра Вікторівна            | 03.11.2010            | вища    | член Партії регіонів   | Кіровське поштове відділення, завідувачка               |
| 16              | Коваленко Сергій Олександрович     | 17.04.2011            | вища    | член Партії регіонів   | Інфоксводоканал, шофер                                  |
| Самовисування   |                                    |                       |         |                        |                                                         |
| 15              | Терепа Тетяна Іванівна             | 03.11.2010            | вища    | позапартійна           | Калантаївська амбулаторія, врач-педіатр                 |